# Јелена Гускић Петровић
Јелена Гускић Петровић (Ужице, 1972) српска је сликар-иконописац и магистар уметности.

## Биографија
Завршила је Академију СПЦ за уметност и конзервацију, одсек зидно сликарство у Београду 2000. године, у класи професора мр Мирослава Станојловића и магистарке студије на Факултету примењених уметности у Београду, на одсеку зидно сликарство, у класи професора мр Мирослава Лазовића. Бави се фреско–сликарством, иконографијом, сликањем, конзервацијом, педагошким радом. У статусу самосталног уметника била од 2000. до 2005. године. Данас ради као професор у Уметничкој школи у Ужицу.
Члан је УЛУПУДС-а од 2000. године.

## Изложбе
Излагала је на преко двадест изложби, од којих је пет самосталних. Важније изложбе:
- 1998. Изложба у Конаку Кнегиње Љубице,
- 2000. Мајска изложба,
- 2000. Изложба у Галерији фресака,
- 2006. самостална изложба у Градској галеији Ужице.

## Важнији радови
Осликавала у фреско и секо техници бројне цркве у земљи и иностранству и учествовала у конзерваторским теренима.
- црква Зачећа Св. Јована Крститеља у Пећкој Бањи код Пећи, 1997.
- купола цркве Св. цара Лазара у Степановићеву код Новог Сада, 2001.
- Саборна црква Сабора Светих Апостола у Апатину 2002.
- иконе на иконостасу цркве у Трипкови код Ужица 2003.
- икона Деизиса на иконостасу и икона Богородице Тројеручице у трону, Саборна црква у Ужицу, 2003.
- купола парохијског дома цркве Покрова Пресвете Богородице у Пероју код Пуле (Хрватска), 2005.[3]